# Ixodes semenovi
Ixodes semenovi este o specie de căpușe din genul Ixodes, familia Ixodidae, descrisă de Olenev în anul 1929. Conform Catalogue of Life specia Ixodes semenovi nu are subspecii cunoscute.